# Thea LaFond

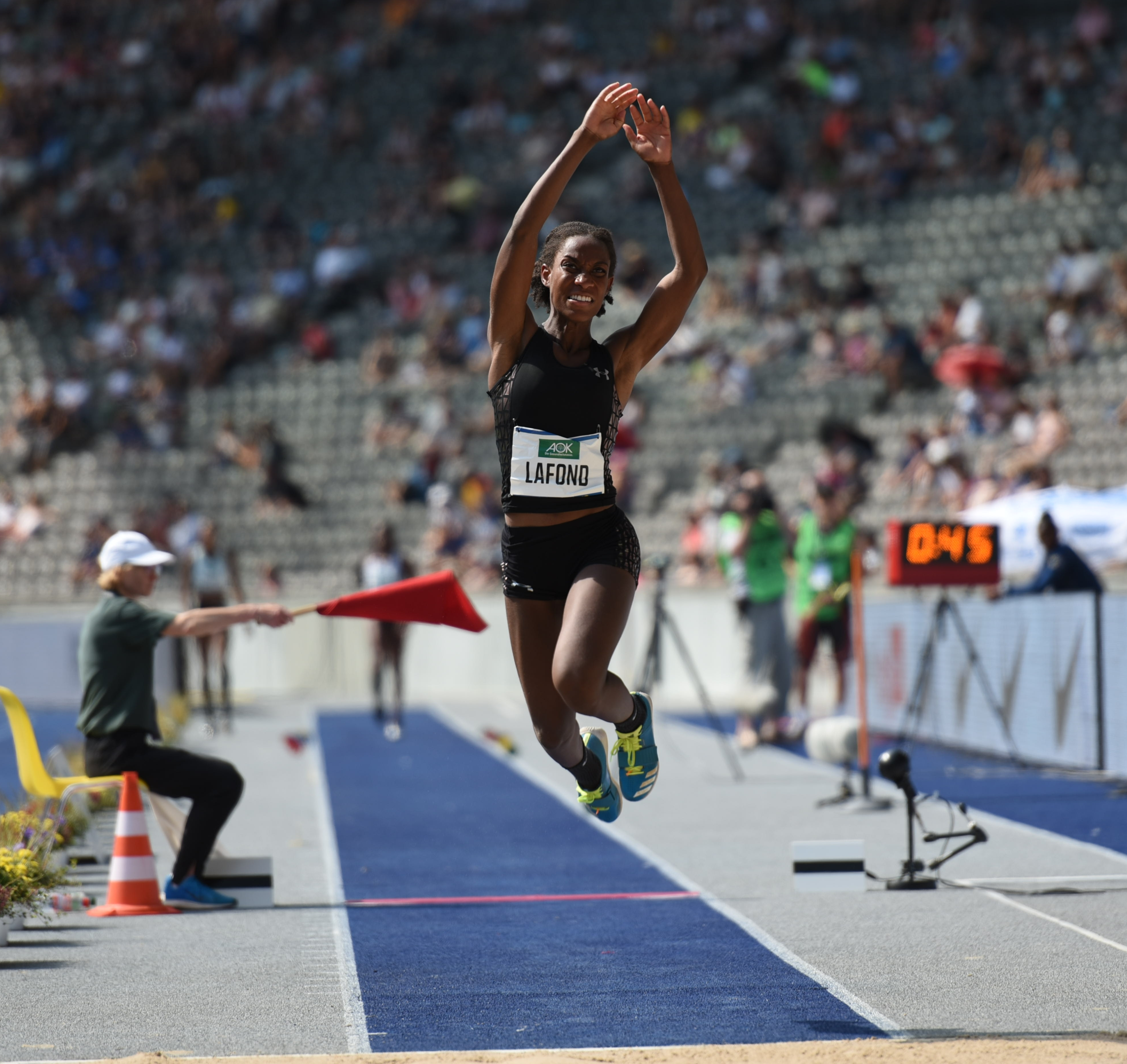
Thea LaFond, 2019

Thea Noeliva LaFond (sinh ngày 5 tháng 4 năm 1994) là một người nhảy ba lần đến từ Dominica. Cô đã tham dự Thế vận hội Mùa hè 2016 trong môn nhảy xa ba bước nữ; kết quả 12,82 mét của cô trong vòng loại không đủ điều kiện cho cô vào chung kết. Cô cũng được chọn để đại diện cho Dominica tại Đại hội Thể thao Khối thịnh vượng chung 2018.
Trong Đại hội Thể thao Khối thịnh vượng chung 2018, cô đã tạo ra lịch sử để trở thành vận động viên Dominican đầu tiên giành huy chương cho Dominica tại Đại hội Thể thao Khối thịnh vượng chung sau khi giành được huy chương đồng trong nội dung nhảy xa ba bước nữ.